# Luca Vanni
Pour les articles homonymes, voir Vanni.
Luca Vanni, né le 4 juin 1985 à Castel del Piano, est un joueur de tennis italien, professionnel depuis 2006.

## Carrière
Passé professionnel en 2006, il remporte rapidement son premier tournoi Future en Italie.
Il joue essentiellement en Italie dans des tournois ITF et parfois les qualifications des tournois Challenger. Même s'il gagne quelques tournois (21 entre 2006 et 2013 dont un Challenger en double), sa carrière peine à décoller.
Sa saison 2013 se voit ralentie par une blessure qui l'empêche de jouer pendant plusieurs mois.
En 2014, sa carrière prend une nouvelle ampleur. Il remporte pas moins de sept tournois Future en simple, tous en Italie et devient le 3e joueur à remporter le plus de tournois ITF cette année-là après Hans Podlipnik-Castillo et Janez Semrajc. Il joue ensuite plusieurs tournois Challenger où il atteint la finale dès le second à Kaohsiung et deux demi-finales à Bangkok et Shanghai.
En 2015, pour son premier tournoi de l'année à Chennai, il dispose de Damir Džumhur au dernier tour de qualification et intègre donc pour la première fois un tableau principal d'un tournoi ATP. Il s'incline face à Ričardas Berankis en trois sets (6-1, 2-6, 7-5). Il participe ensuite au tournoi de Quito où son classement lui permet d'intégrer directement le tableau principal. Il perd cependant au premier tour contre Dušan Lajović.
Lors du tournoi de São Paulo, alors classé 149e, il parvient à se qualifier assez facilement puis est propulsé directement au second tour à la suite du forfait de la tête de série n°1, Feliciano López. Il bat le qualifié Thiemo de Bakker (7-65, 3-6, 6-3) puis prend sa revanche sur Lajović en deux tie-breaks et s'impose enfin en trois sets face à l'invité João Souza (6-4, 6-75, 6-4). Il accède alors à la surprise générale à la finale du tournoi. Il la perd cependant en ayant livré un match à suspense où il a notamment servi pour le match à 5-4 dans le 3e set mais a été rattrapé par ses émotions. Il atteint le meilleur classement de sa carrière à l'issue de ce tournoi, 108e mondial. La semaine suivante, il perd au premier tour de l'Open 13 à Marseille face à son compatriote Simone Bolelli.

## Palmarès

### Finale en simple messieurs
| No | Date       | Nom et lieu du tournoi | Catégorie | Dotation  | Surface      | Vainqueur    | Score          |          |
| -- | ---------- | ---------------------- | --------- | --------- | ------------ | ------------ | -------------- | -------- |
| 1  | 09-02-2015 | Brasil Open, São Paulo | ATP 250   | 444 650 $ | Terre (int.) | Pablo Cuevas | 6-4, 3-6, 7-64 | Parcours |

## Parcours dans les tournois duGrand Chelem

### En simple
| Année | Open d'Australie | Open d'Australie | Internationaux de France | Internationaux de France | Wimbledon       | Wimbledon  | US Open | US Open |
| ----- | ---------------- | ---------------- | ------------------------ | ------------------------ | --------------- | ---------- | ------- | ------- |
| 2015  | —                | —                | 1er tour (1/64)          | Bernard Tomic            | 1er tour (1/64) | James Ward | —       | —       |
| 2016  | —                | —                | —                        | —                        | —               | —          | —       | —       |
| 2017  | 1er tour (1/64)  | Tomáš Berdych    | —                        | —                        | —               | —          | —       | —       |
| 2018  | —                | —                | —                        | —                        | —               | —          | —       | —       |
| 2019  | 1er tour (1/64)  | P. Carreño Busta | —                        | —                        | —               | —          | —       | —       |

N.B. : à droite du résultat se trouve le nom de l'ultime adversaire.

## Parcours dans lesMasters 1000
| Année | Indian Wells | Miami | Monte-Carlo | Madrid             | Rome                | Canada | Cincinnati | Shanghai | Paris |
| ----- | ------------ | ----- | ----------- | ------------------ | ------------------- | ------ | ---------- | -------- | ----- |
| 2015  | —            | —     | —           | 2e tour S. Bolelli | 1er tour N. Almagro | —      | —          | —        | —     |

N.B. : sous le résultat se trouve le nom de l’ultime adversaire.

## Classement ATP en fin de saison
| Année          | 2006 | 2007 | 2008 | 2009 | 2010 | 2011 | 2012 | 2013 | 2014 | 2015 | 2016 | 2017 | 2018 |
| Rang en simple | 669  | 704  | 358  | 719  | 370  | 387  | 304  | 847  | 151  | 107  | 157  | 240  | 162  |

Source : (en) Classements de Luca Vanni sur le site officiel de la Fédération internationale de tennis